# Công giáo tại Hungary
Tôn giáo ở Hungary (thống kê vào tháng 9 năm 2019)
Giáo hội Công giáo tại Hungary là một bộ phận của Giáo hội Công giáo Rôma. Theo một cuộc khảo sát năm 2019 của Eurobarometer, 62% người Hungary coi mình là người Công giáo. Đất nước được chia thành 12 giáo phận trong đó có 4 tổng giáo phận. 

## Các giáo phận thuộc Giáo hội Latinh

Bản đồ các giáo phận Công giáo của Hungary.

Giáo hội Công giáo Hungary gồm có 4 tổng giáo phận cùng 8 giáo phận, đó là:
- Tổng giáo phận Esztergom–Budapest với các giáo phận trực thuộc:
  - Giáo phận Győr
  - Giáo phận Székesfehérvár
- Tổng giáo phận Kalocsa–Kecskemét với các giáo phận trực thuộc:
  - Giáo phận Pécs
  - Giáo phận Szeged–Csanád
- Tổng giáo phận Eger với các giáo phận trực thuộc:
  - Giáo phận Debrecen–Nyíregyháza
  - Giáo phận Vác
- Tổng giáo phận Veszprém với các giáo phận trực thuộc:
  - Giáo phận Kaposvár
  - Giáo phận Szombathely

Ngoài ra, Giáo hội còn có một địa phận trực thuộc thẩm quyền của Tòa Thánh, đó là:
- Đan viện tòng thổ Pannonhalma

## Các giáo phận thuộc Giáo hội Công giáo Hy Lạp
- Tổng giáo phận Hy Lạp Hajdúdorog với các giáo phận trực thuộc:
  - Giáo phận Hy Lạp Miskolc
  - Giáo phận Hy Lạp Nyiregyháza